# Lacaune (ovelha)

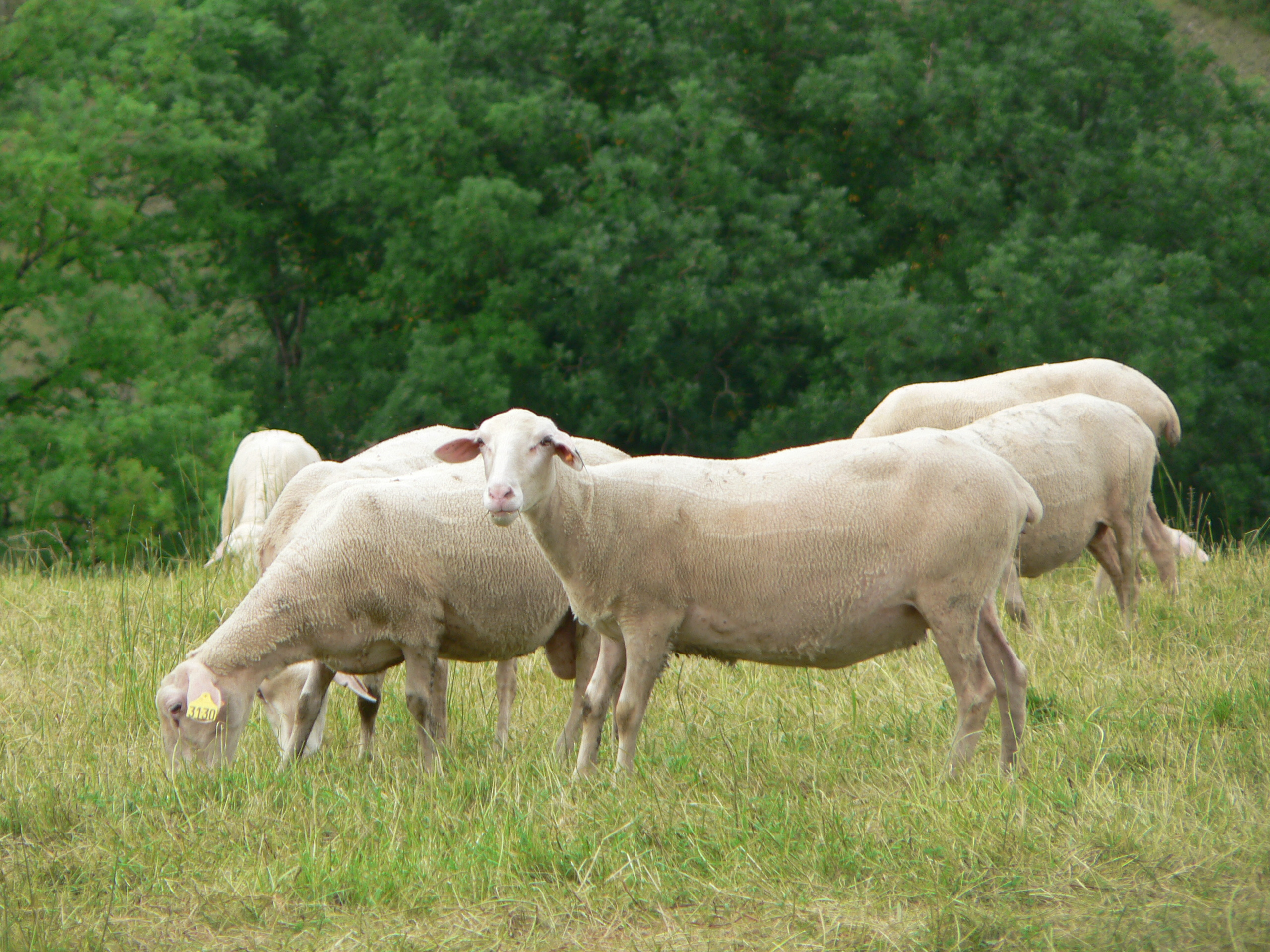
Ovelhas Lacaune.

Lacaune é uma raça de ovelha originária de Lacaune, França. É a raça mais numerosa na França, tendo seu leite especialmente utilizado para a produção do Roquefort, dentre outros.